# Anna Boberg
Anna Katarina Boberg, de soltera Scholander, (Klara Parish, 3 de diciembre de 1864–Estocolmo, 27 de enero de 1935) fue una artista sueca. Inicialmente trabajó con cerámica y textiles (entre otras cosas, creó el jarrón Peacock para el fabricante sueco de porcelana Rörstrand), y además de pintar, también trabajó en escenografía y escritura. Era de una familia artística, pero nunca recibió ningún entrenamiento formal en las artes, y se la considera una autodidacta. Muchas de sus pinturas son del norte de Noruega, que durante muchos años fue su objetivo principal tras el viaje que realizó a esa zona en 1901. Estas obras no fueron bien recibidas en Suecia, aunque sí en París. Boberg pasó bastante tiempo en el área cercana a las Islas Lofoten en Noruega, donde finalmente se hizo con una cabaña y realizó muchos de esos viajes por su cuenta.

## Trayectoria
Era la hija del arquitecto Fredrik Wilhelm Scholander y nieta de Axel Nyström, y estuvo casada con el reconocido arquitecto Ferdinand Boberg. Fue la sexta de siete hijos en la familia Scholander. Estudió francés y se matriculó durante un breve periodo en la Academia Julian de París para estudiar pintura. París también fue donde conoció al futuro arquitecto Ferdinand Boberg, que se encontraba allí en un viaje de estudios. Se comprometieron en 1884. Ferdinand estaba en ese momento lejos de tener sus finanzas en orden, pero Boberg persuadió a su madre Carin, de soltera Nyström, para que les permitiera casarse de todos modos. Su padre había muerto en 1881. Boberg carecía de formación académica, pero comenzó a pintar en 1882 durante un viaje a España con su madre y algunos de sus hermanos. Su padre había encontrado un negocio rentable en la pintura y el dibujo. Los Boberg se casaron en 1888, inicialmente se quedaron con los Scholanders, y cuando mejoró su economía se trasladaron a su propio apartamento en Tegnérgatan 13 en Estocolmo. En 1896, la pareja hizo construir su casa de verano Villa Ugglebo en la isla de Djurgården en Estocolmo.  
En 1887, Boberg comenzó a pintar de forma profesional, principalmente con acuarela, y realizó su primera exposición en 1888. Durante la década de 1890, también pintó tapices, pinturas al óleo sobre lienzo en bruto que recuerdan a los tapices tejidos. Estos tapices se exhibieron como murales en el Hôtel Rydberg (que luego fue demolido y los tapices fueron transferidos al castillo de Årsta), entre otros lugares. También creó murales para el Wallenberg Grand Hotel Saltsjöbaden. Boberg expuso su trabajo en el Palacio de Bellas Artes en la Exposición Mundial Colombina de Chicago en 1893.
A finales de siglo, 1800–1900 Boberg también trabajó con artes aplicadas. Diseñó el jarrón Peacock (Påfågelvasen) para el fabricante sueco de porcelana Rörstrand en 1897 y el vidrio para la fábrica de vidrio Reijmyre. También realizó trabajos textiles. En la Exposición Universal de París en 1900, donde Ferdinand fue el arquitecto del pabellón sueco, Boberg creó numerosos textiles, que fueron tejidos por la asociación Friends of Handicraft (Handarbetets vänner) y la fábrica de seda KA Almgren. También fue la escritora y escenógrafa de la ópera Tirfing de Wilhelm Stenhammar, interpretada en 1898. 
Durante un viaje al norte de Suecia y Noruega con su esposo en 1901, Boberg quedó fascinada por el grandioso paisaje y la naturaleza del norte de Noruega, Lofoten en particular. Durante los siguientes 33 años pintó principalmente los paisajes y la gente de Lofoten, a menudo en invierno. En 1904, su esposo dibujó una pequeña casa para ella, que fue construida en la isla Fyrön por Svolvær, donde Boberg podría quedarse durante sus muchos viajes a Lofoten que, a menudo, realizaba sola. En 1903 Boberg mostró por primera vez sus pinturas de Lofoten en Estocolmo y las reacciones fueron variadas. Una exposición en París en 1905 trajo un mayor éxito y una respuesta abrumadoramente positiva, sentando las bases para una prolífica carrera en Francia. La última exposición tuvo lugar en 1927. 
Cuando Ferdinand se retiró de su carrera como arquitecto en 1915, Boberg se unió a él en los numerosos y extensos viajes que realizó a través de Suecia para el proyecto "Imágenes suecas". Los viajes se hicieron inicialmente en un autobús Scania con un conductor. Ferdinand Boberg esbozó edificios de importancia para el patrimonio cultural, para documentar áreas que pensó que desaparecerían en un futuro no muy lejano. Boberg hizo notas de diario en el camino, cuyo resultado se publicó más tarde. En 1925, los Bobergs fueron obligados a vender Villa Vintra en Södra Djurgården, diseñado por Ferdinand, donde habían vivido desde 1903, y se trasladaron a París. En marzo de 1929, la pareja regresó a Estocolmo, residiendo en Villa Blecktornet en Södermalm hasta la muerte de Boberg por complicaciones tras una cirugía de la vesícula biliar en 1935. La realeza sueca, Gustavo VI Adolfo de Suecia, Ingrid de Suecia y Bertil de Suecia asistieron a su funeral.

## Galería

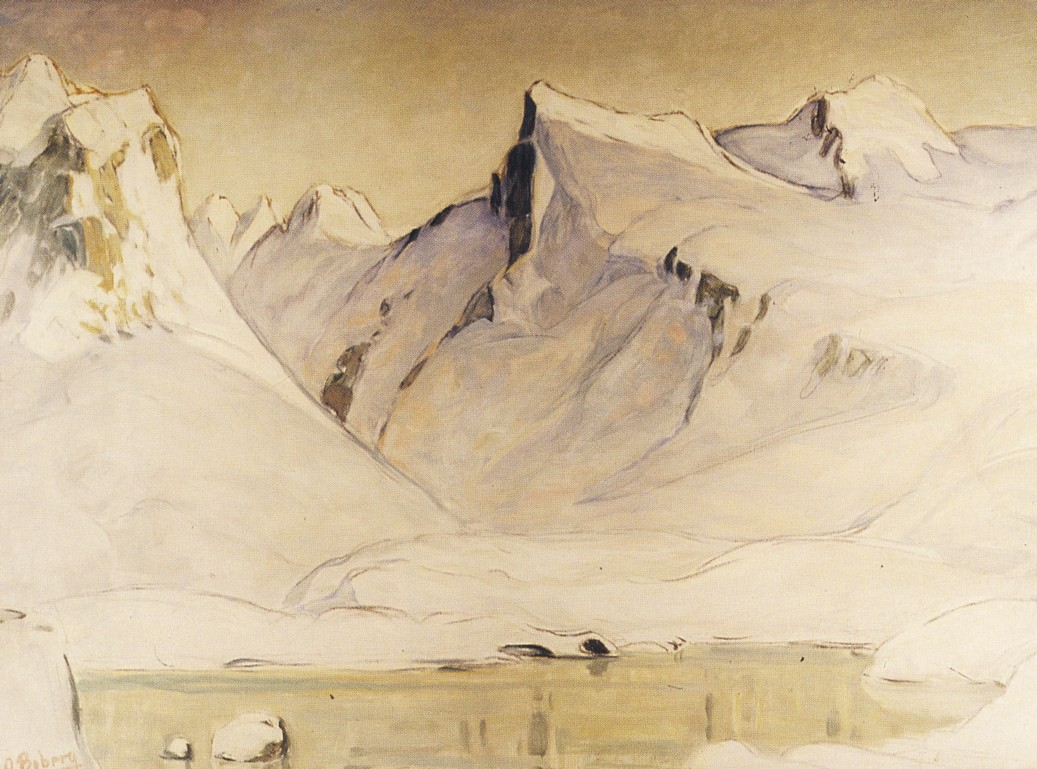
Cabo de las Islas Lofoten (hacia 1910)
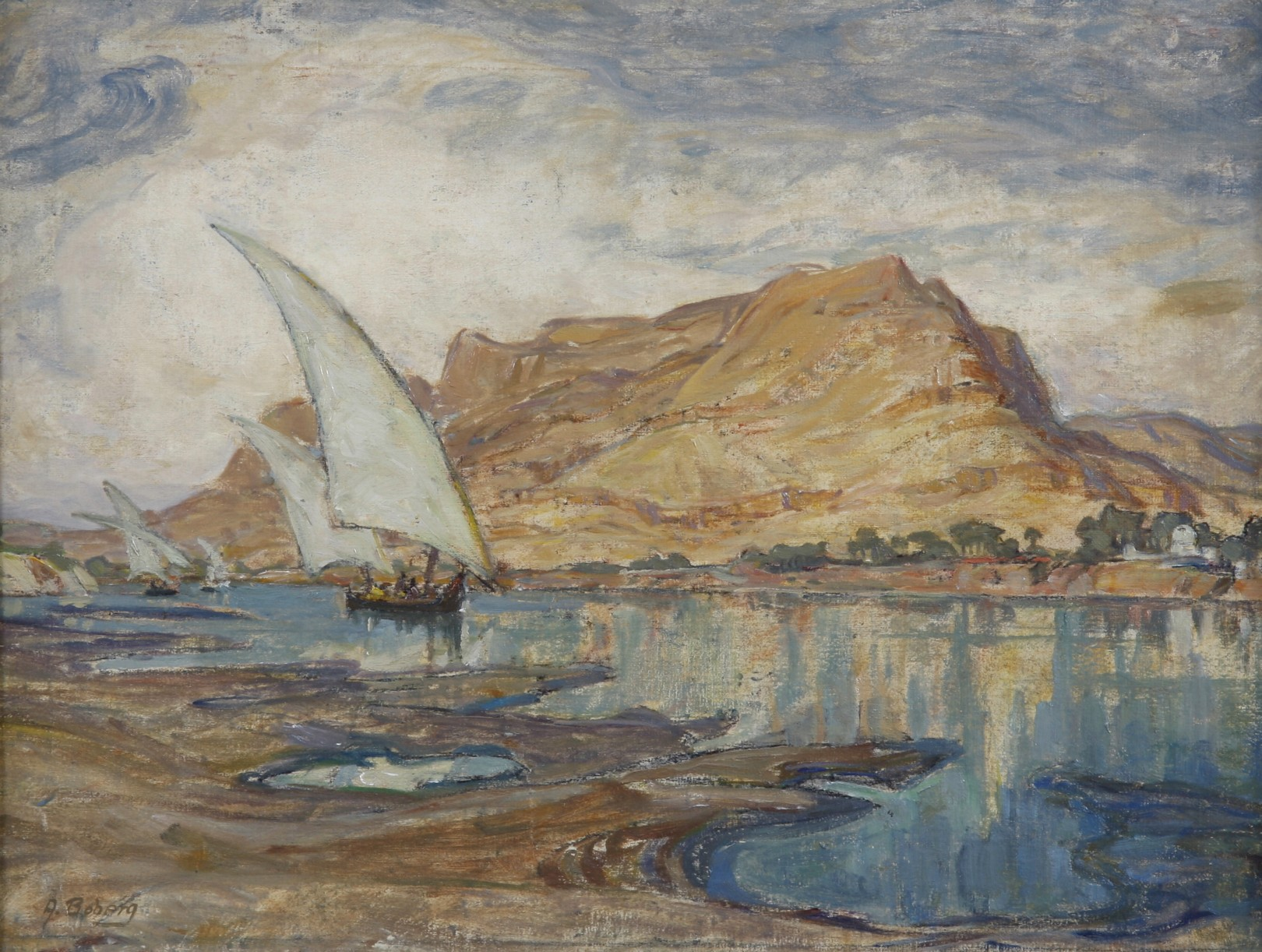
Cabo de las Islas Lofoten (hacia 1910)
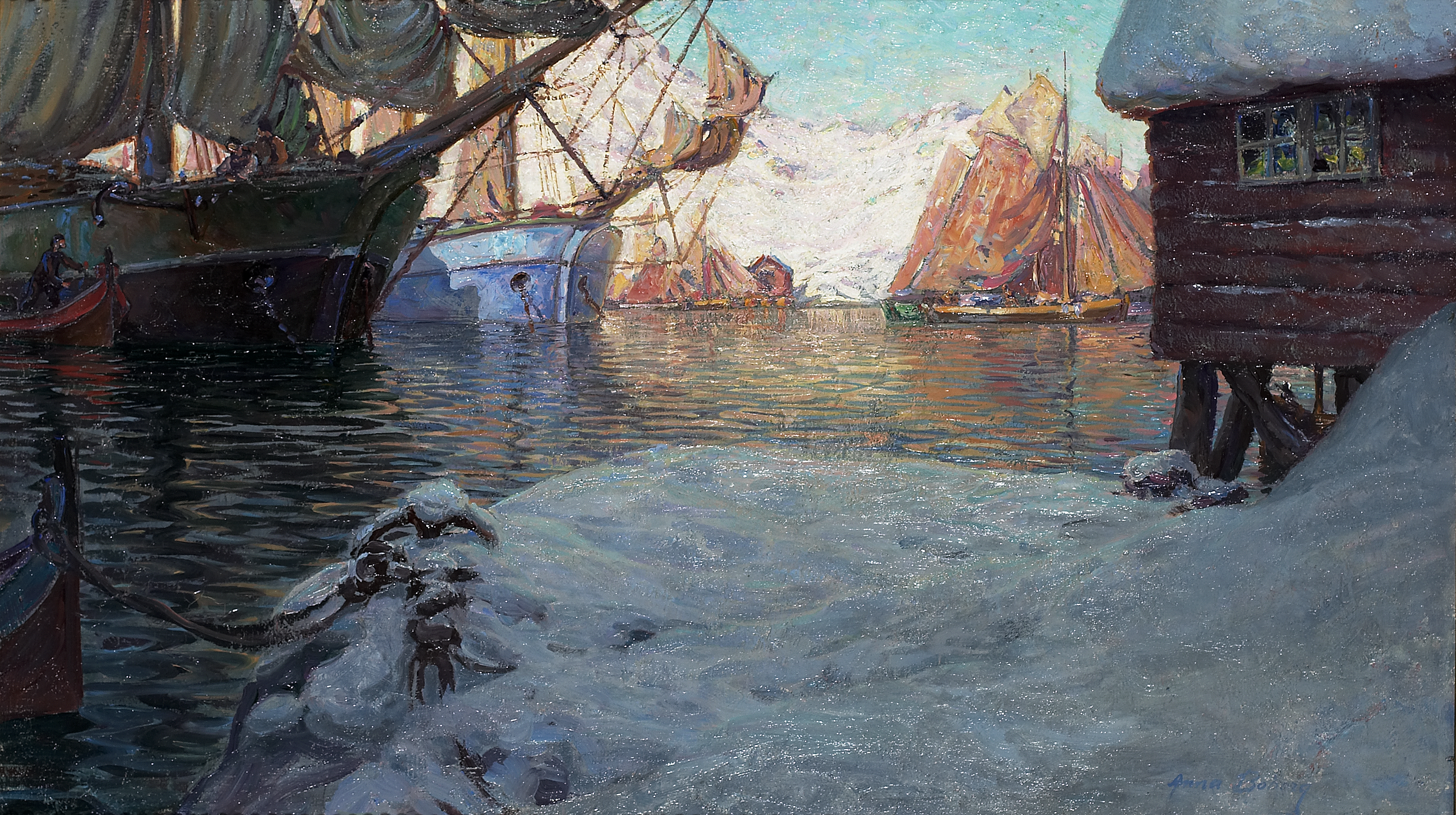
Fiskebåtar i hamn
Northern Lights, óleo sobre lienzo.
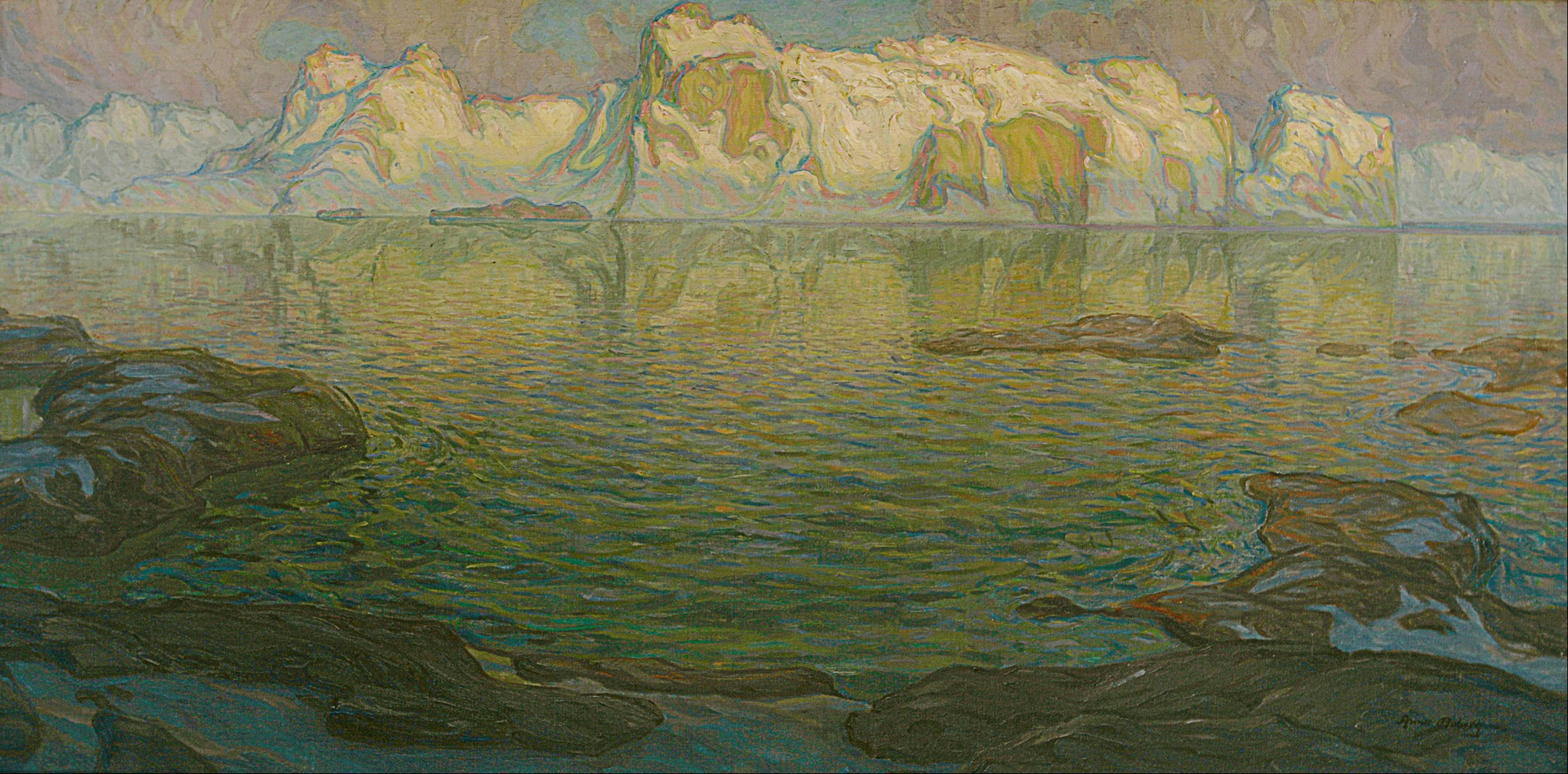
Silent Evening: Scene from Lofoten, óleo sobre lienzo, 1910–14.